# Ian Keith

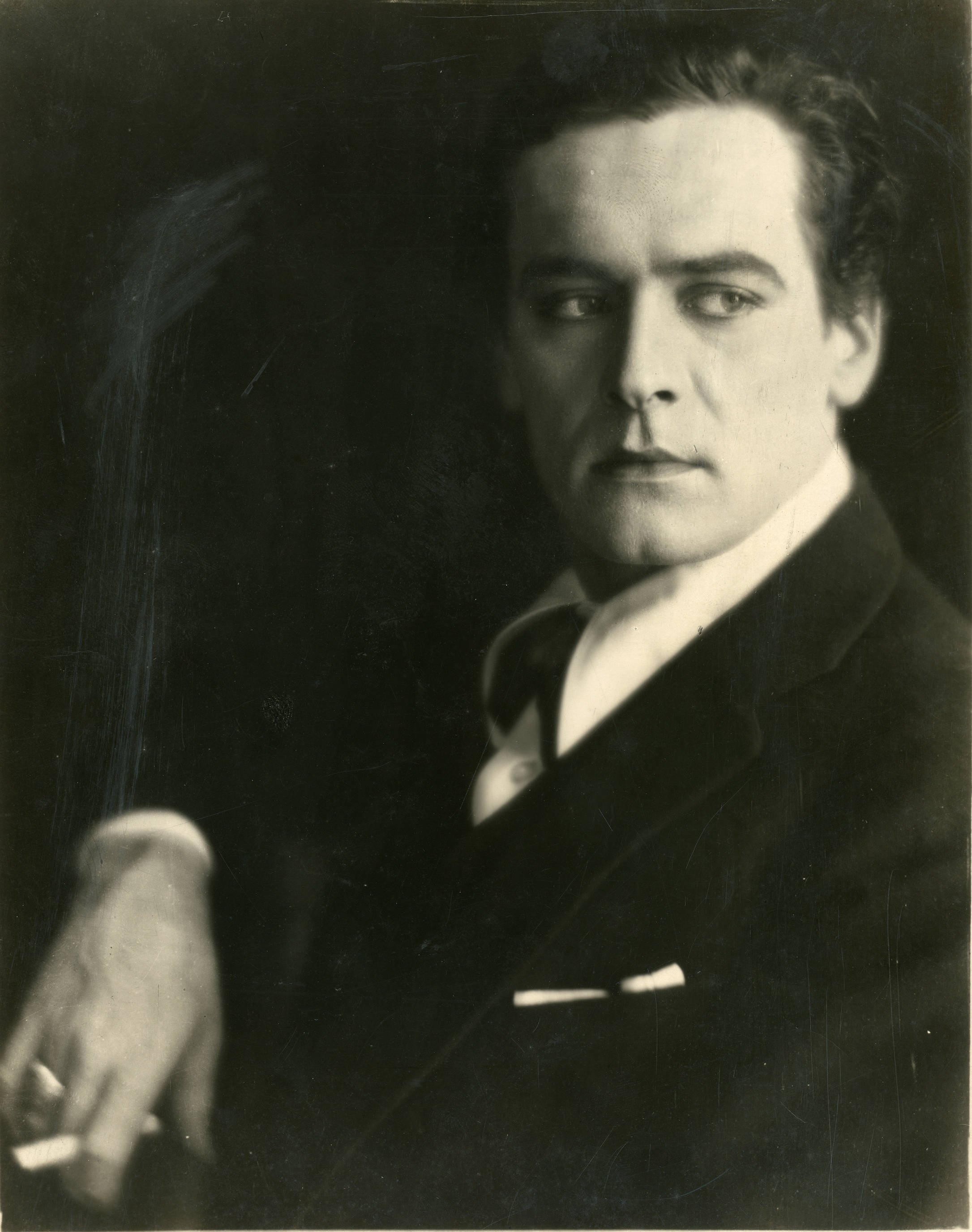
Ian Keith (1925)

Ian Keith (* 27. Februar 1899 in Boston; † 26. März 1960 in New York City; eigentlich Keith Ross) war ein US-amerikanischer Theater- und Filmschauspieler.

## Leben
Ian Keiths begann als Theaterschauspieler am New Yorker Broadway in den 1920er Jahren. Ab 1924 erweiterte er seine Schauspielkarriere, indem er in einer Reihe von Stummfilmen mitwirkte. Mit dem Aufkommen des Tonfilms war er vorwiegend Darsteller von Bösewichten. 1930 plante der Regisseur Tod Browning, Bram Stokers Roman Dracula für einen Film zu adaptieren. Nach dem Tod von Lon Chaney standen zwei Schauspieler zur Wahl: Ian Keith und Bela Lugosi. Die Rolle des transsylvanischen Grafen in Dracula bekam später Lugosi zugesprochen und wurde dadurch bekannt. In den 1930er Jahren wurde er mehrfach in größeren Rollen von Cecil B. DeMille in seinen Monumentalfilmen besetzt. Seine Karriere beschloss Keith als Darsteller in verschiedenen B-Movies, aber sein Hauptaugenmerk lag weiterhin auf seiner Broadway-Karriere. Ian Keith hat einen Stern auf dem Hollywood Walk of Fame.

## Privatleben
Ian Keith war viermal verheiratet, alle Ehen blieben jedoch kinderlos:
- 1922–1926 Blanche Yurka (1887–1974), Schauspielerin
- 1928–1931 Ethel Clayton (1882–1966), Schauspielerin
- 1932–1934 Fern Andra (1894–1974), Schauspielerin
- 1934–1960 Hildegard Pabst (1905–1972)

## Filmografie (Auswahl)
- 1924: Manhandled
- 1925: Er soll dein Herr sein... (The Talker)
- 1926: Wien bleibt Wien (The Greater Glory)
- 1927: Die Schlachtenbummler (Two Arabian Knights)
- 1927: Der seltsame Fall eines Arztes (A Man’s Past)
- 1928: Die ungekrönte Königin (The Divine Lady)
- 1930: Abraham Lincoln
- 1930: Der große Treck (The Big Trail)
- 1931: Der Spuk von Paris (The Phantom of Paris)
- 1931: Helgas Fall und Aufstieg (Susan Lenox)
- 1932: Im Zeichen des Kreuzes (The Sign of the Cross)
- 1933: Königin Christine (Queen Christina)
- 1934: Cleopatra
- 1935: Kreuzritter – Richard Löwenherz (The Crusades)
- 1936: Maria von Schottland (Mary of Scotland)
- 1938: Der Freibeuter von Louisiana (The Buccaneer)
- 1938: Comet Over Broadway
- 1940: Hölle, wo ist dein Sieg? (All This, and Heaven Too)
- 1940: Der Herr der sieben Meere (The Sea Hawk)
- 1943: Corregidor
- 1943: Fünf Gräber bis Kairo (Five Graves to Cairo)
- 1944: Sturm über Arizona (Arizona Whirlwind)
- 1944: Charlie Chan in The Chinese Cat
- 1945: Die Seeteufel von Cartagena (The Spanish Main)
- 1947: Fuzzy der Banditenkiller (Border Feud)
- 1947: Der Scharlatan (Nightmare Alley)
- 1947: Amber, die große Kurtisane (Forever Amber)
- 1948: Die drei Musketiere (The Three Musketeers)
- 1954: Der eiserne Ritter von Falworth (The Black Shield of Falworth)
- 1954: Rocky Jones, Space Ranger (Fernsehserie, Folge 1x34)
- 1954: Captain Midnight (Fernsehserie, Folge 1x15)
- 1955: König der Schauspieler (Prince of Players)
- 1955: Pantherkatze (New York Confidential)
- 1955: Meet Mr. McNutley (Fernsehserie, Folge 2x25)
- 1955: Das Grauen aus der Tiefe (It Came from Beneath the Sea)
- 1955: Rin Tin Tin (The Adventures of Rin Tin Tin, Fernsehserie, Folge 2x02)
- 1955: Die Intrige der Lily Scarlett (Duel on the Mississippi)
- 1956: Die zehn Gebote (The Ten Commandments)
- 1959: Dragnet (Fernsehserie, Folge 8x20)